# Nghĩa Trung, Tư Nghĩa
Nghĩa Trung là một xã thuộc huyện Tư Nghĩa, tỉnh Quảng Ngãi, Việt Nam.
Xã Nghĩa Trung có diện tích 12,81 km², dân số năm 1999 là 12875 người, mật độ dân số đạt 1005 người/km².